# カニジャーニの聖家族

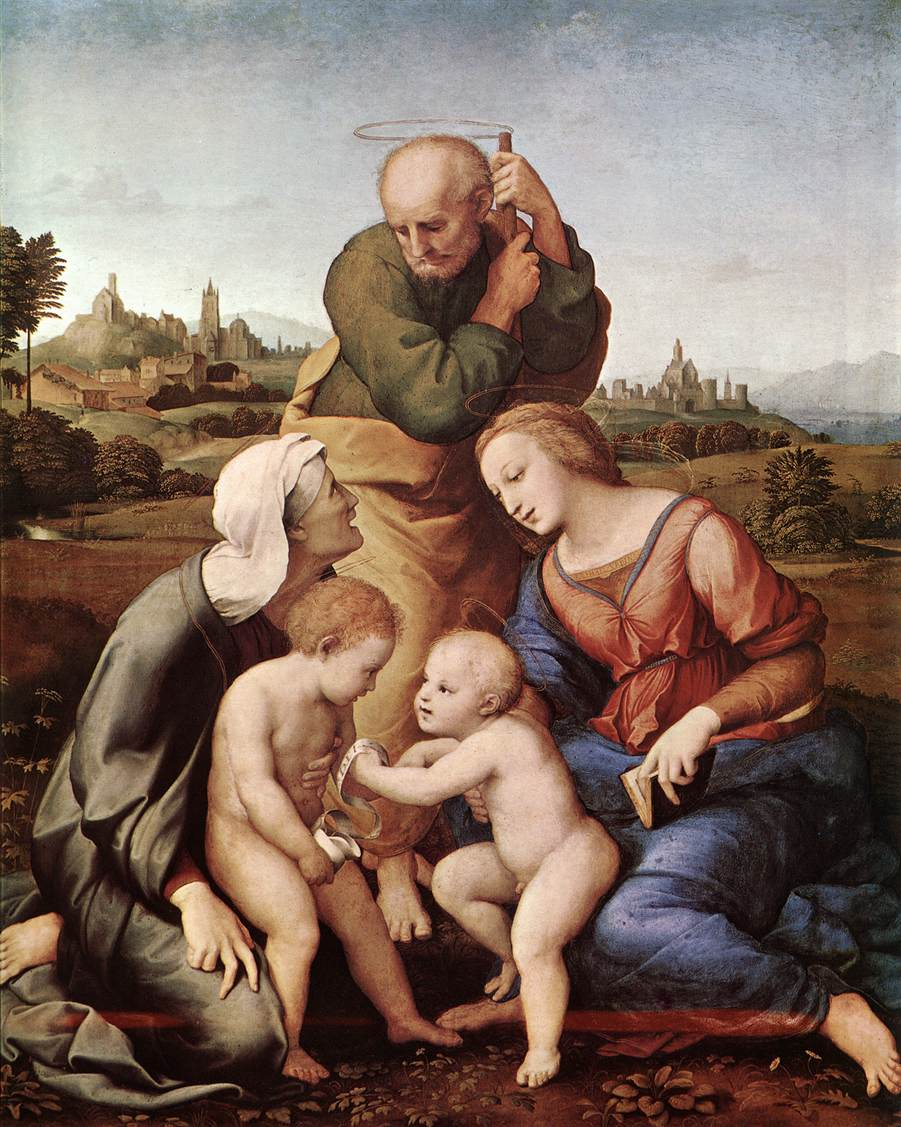
修復以前の『カニジャーニの聖家族』

『カニジャーニの聖家族』（カニジャーニのせいかぞく、独: Heilige Familie aus dem Hause Canigiani、英: Canigiani Holy Family）は、イタリアの盛期ルネサンスの巨匠ラファエロによる板上の油彩画である。 聖母マリアの襟ぐりに「RAHAEL VRBINAS」と記されているが、年記はない。しかし、ピラミッド型群像構成のきわめて完成された様式を示している点で、フィレンツェ時代の最後の時期、おそらく1507-1508年ごろに制作されたと思われる。画面上部の天使たちは18世紀に塗りつぶされてしまったが、1983年の洗浄・修復の際、ふたたび姿を現した。現在、作品はミュンヘンにあるアルテ・ピナコテークに所蔵されている。

## 歴史
16世紀の画家・伝記作家ジョルジョ・ヴァザーリによれば、フィレンツェの商人カニジャーニ家の委嘱による作品で、おそらくドメニコ・カニジャーニが1507年に結婚した記念に制作された。作品の名称はこの名に由来する。ドメニコの姉 (または妹) のサンドラが『ヒワの聖母』 (1506-1507年、ウフィツィ美術館) の依頼主で、ラファエロの友人であるロレンツォ・ナーシと結婚しているので、おそらくラファエロと親しかったと思われる。作品は、ドメニコ・カニジャーニの自邸の礼拝堂に設置されたのであろう。その後、メディチ家のコレクションに入り、17世紀にトスカーナ大公国のコジモ3世の娘アンナ・マリーア・ルイーザ・デ・メディチがヨハン・ヴィルヘルム (プファルツ選帝侯) に嫁いだ際、コジモ3世からヴィルヘルムへの贈り物としてドイツに運ばれた。その後、作品はデュッセルドルフ絵画館の所蔵となり、1806年にミュンヘンのアルテ・ピナコテークに移された。

## 作品
聖母と幼児キリストのモティーフの新しい構成を考えることは、16世紀初頭におけるレオナルド・ダ・ヴィンチ、ミケランジェロ、ラファエロの3巨匠の主要関心事であった。ミケランジェロは『聖家族』 (ウフィツィ美術館) に見られるように、幼い洗礼者ヨハネだけでなく聖ヨセフも加えた。一方、レオナルドは『聖アンナと聖母子』 (ルーヴル美術館) に聖アンナを加えている。ラファエロは、『仔羊のいる聖家族』 (プラド美術館) や『聖母子と髭のない聖ヨセフ』 (エルミタージュ美術館) にミケランジェロ同様、聖ヨセフを加えている。

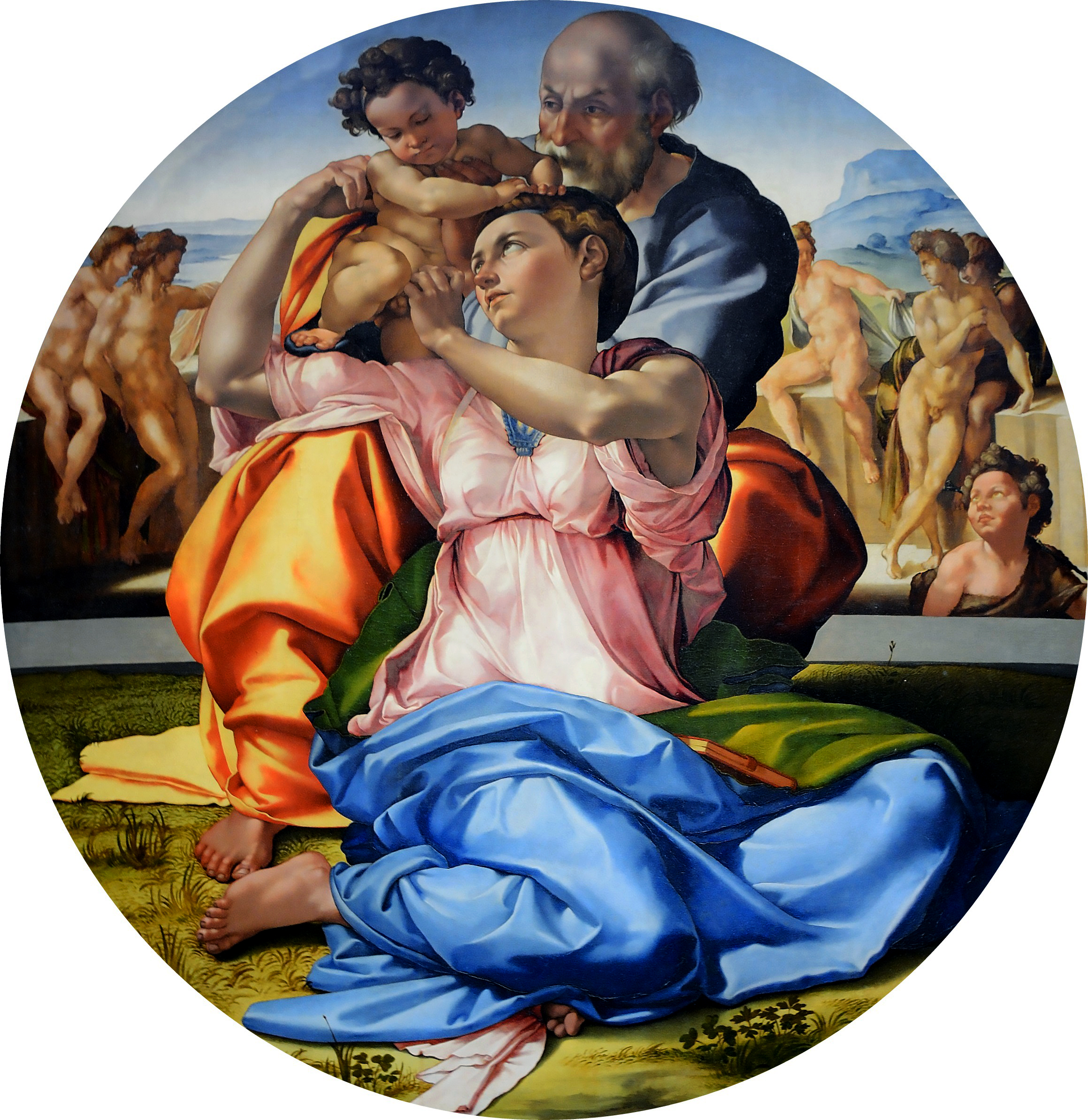
ミケランジェロ『聖家族』（1507年ごろ）、ウフィツィ美術館
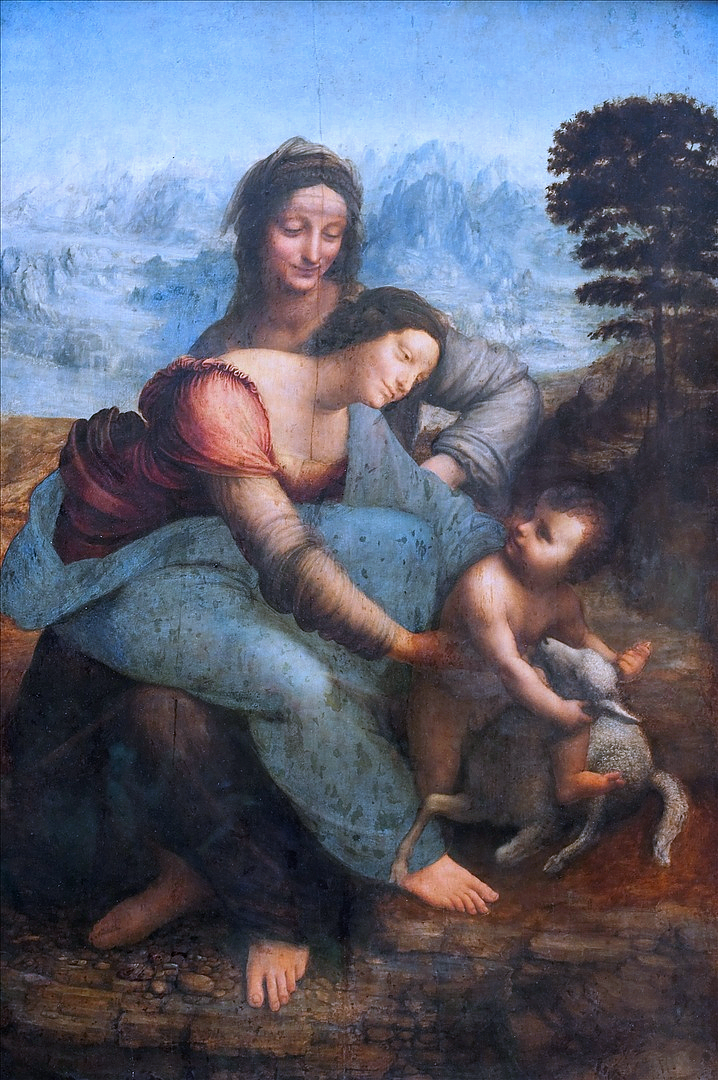
レオナルド・ダ・ヴィンチ『聖アンナと聖母子』（1508年ごろ）、ルーヴル美術館
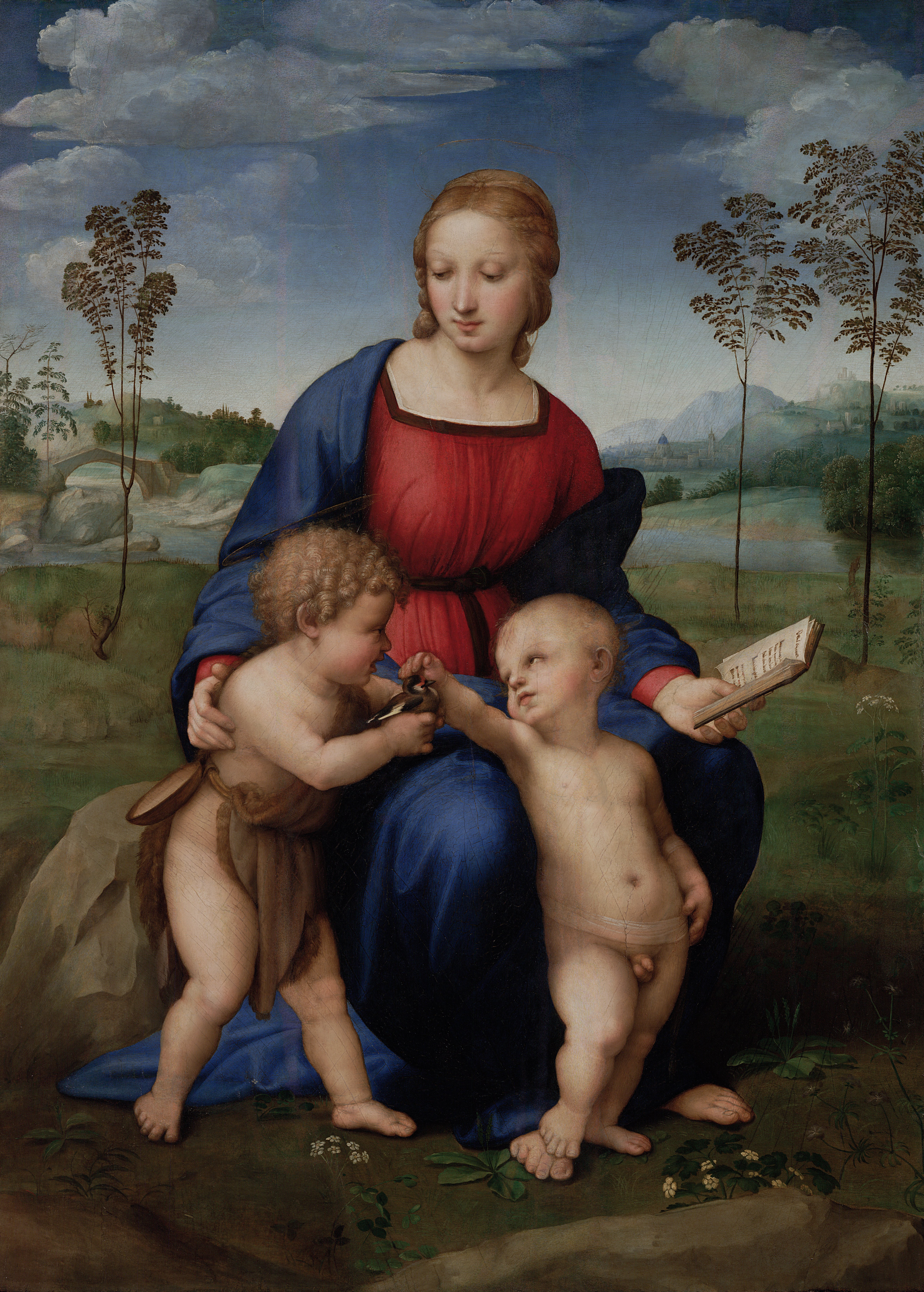
ラファエロ『ヒワの聖母』（1505-1506年ごろ）、ウフィツィ美術館
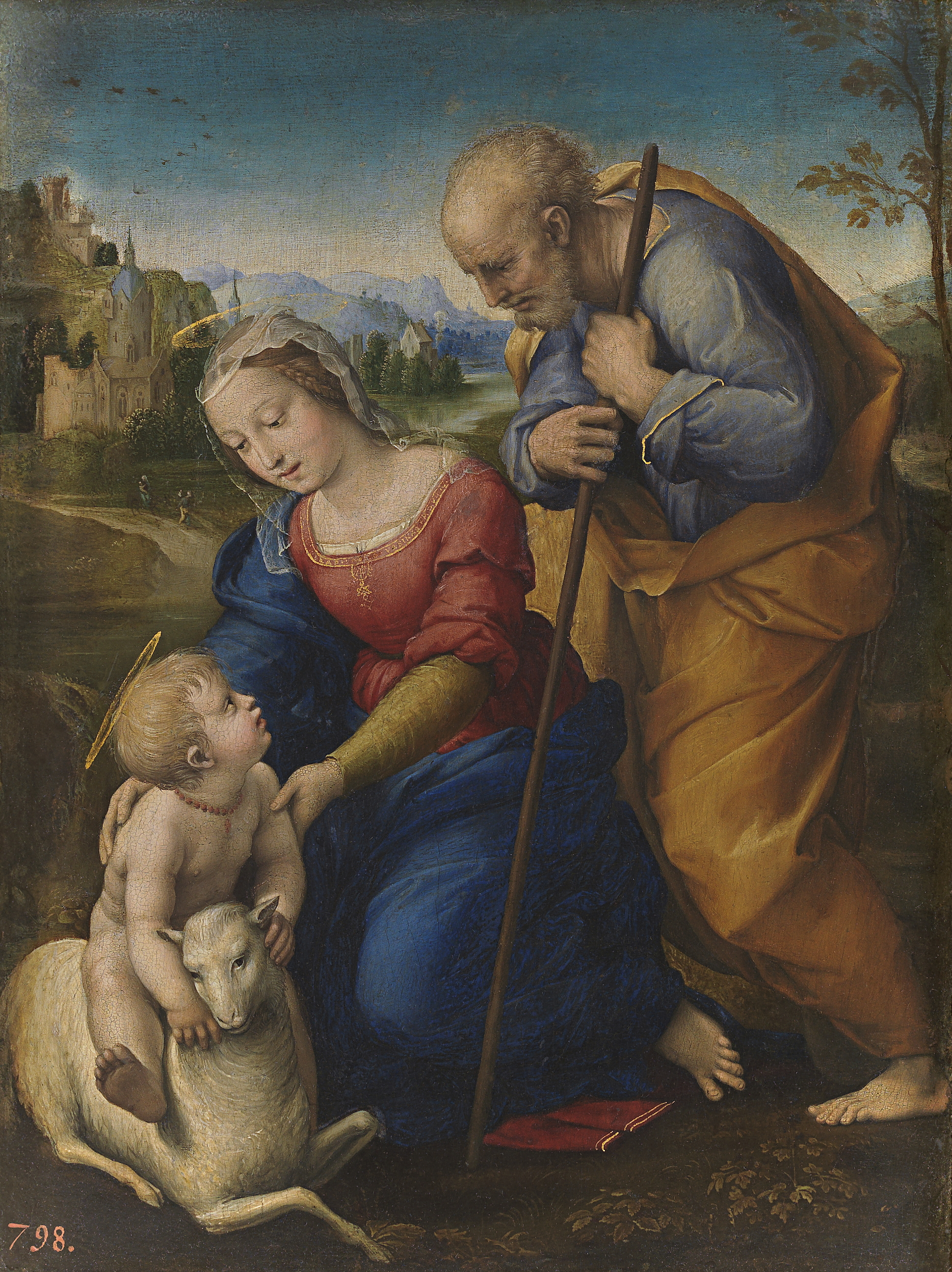
ラファエロ『仔羊のいる聖家族』（1507年ごろ）、プラド美術館

ラファエロは、フィレンツェ時代の聖母子画で描いてきた聖母マリア、幼子イエス・キリスト、洗礼者聖ヨハネの3人のピラミッド型構図に、本作で聖エリサベトと聖ヨセフを加えている。聖母と老いたエリサべトは大地に腰を下ろし、それぞれの膝には2人の息子であるイエスとヨハネが座っている。聖母は左手の指を書物のページに挟み込み、ヨハネを見つめながら右手でイエスを支えている。イエスはヨハネの銘帯を手で手繰り寄せ、ヨハネに言葉の意味を説明している。エリサベトはピラミッド型構図の頂点に位置するヨセフを見上げ、ヨセフは杖に体重を預けて、エリサベト、ヨハネの母子を見下ろしている。人物たちは互いに視線を交わしあっているが、マリアへと視線を返す人はおらず、彼女は画面の中で最も孤立した存在である。
本作では、人物のポーズや視線の動きが『ヒワの聖母』など以前の聖母子画にくらべて複雑化しているが、全体はレオナルドから学んだピラミッド型構図に見事にまとめられている。右側の聖母マリアと左側のエリザベトは二等辺三角形の2辺に当たっており、その頂点にはヨセフの頭部がある。彼のポーズはミケランジェロから学んだものである。
この時期のほかの作品同様、ラファエロはレオナルドとミケランジェロ2人の先輩を手本として熱心に研究しているが、最終的な結果はきわめて独自なものである。本作で効果を発揮しているのは、人物を取り巻く風景という素晴らしい舞台装置である。中景は細部に凝った描写がみられ、農家や北方的な趣のうねうねとした丘の町などが描かれている。遠景には山々がひろがっていく。前景には、ラファエロ初期の絵画のいくつかに見られた生い茂る草むらがある。